# 신정회
신정회(新政會)는 대한민국 제헌 국회에서 활동한 정파이다. 1948년 결성된 조선민족청년단(족청) 계통의 정파 청구회(靑丘會)를 기반으로 한다. 1949년 족청이 사실상 해체되면서 위기를 맞자 원외의 보라매동지회와 규합하였다. 한편 청구회 내 일부가 탈퇴하여 이승만 지지를 표명하고 일민구락부에 가입하자 청구회는 해체하고 '대중 정치'를 표방한 신정회로서 개편되었다. 1949년 내각제 개헌 문제로 대한국민당에 통합되었다 .

## 같이 보기
- 조선민족청년단
- 대한국민당 (1948년)